# شموئيل ميرلين
شموئيل ميرلين هو محرر صحفي وسياسي إسرائيلي، ولد في 4 يناير 1910 في كيشيناو في مولدوفا، وتوفي في 4 أكتوبر 1994 في إسرائيل. نشط حزبياً في حيروت. وقد انتخب عضو الكنيست ‏ وقد انضم خلال فترته النيابية ‏ (14 فبراير 1949 – 20 أغسطس 1951) للكتلة البرلمانية حيروت.